# Liste der Mitglieder des US-Repräsentantenhauses aus Washington

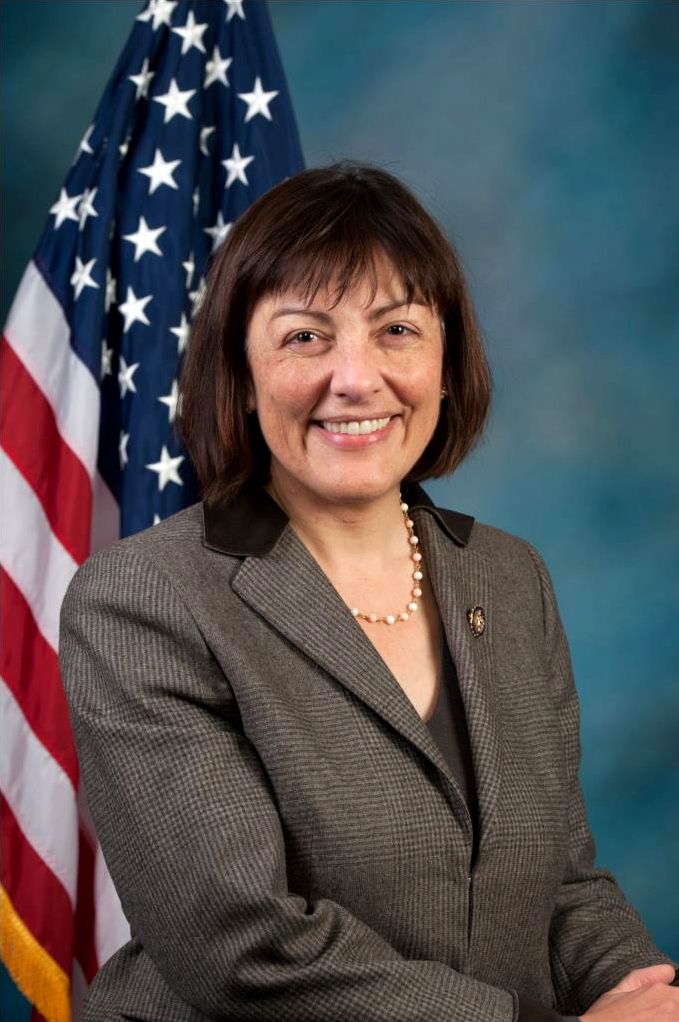
Suzan DelBene, derzeitige Vertreterin des ersten Kongresswahlbezirks von Washington

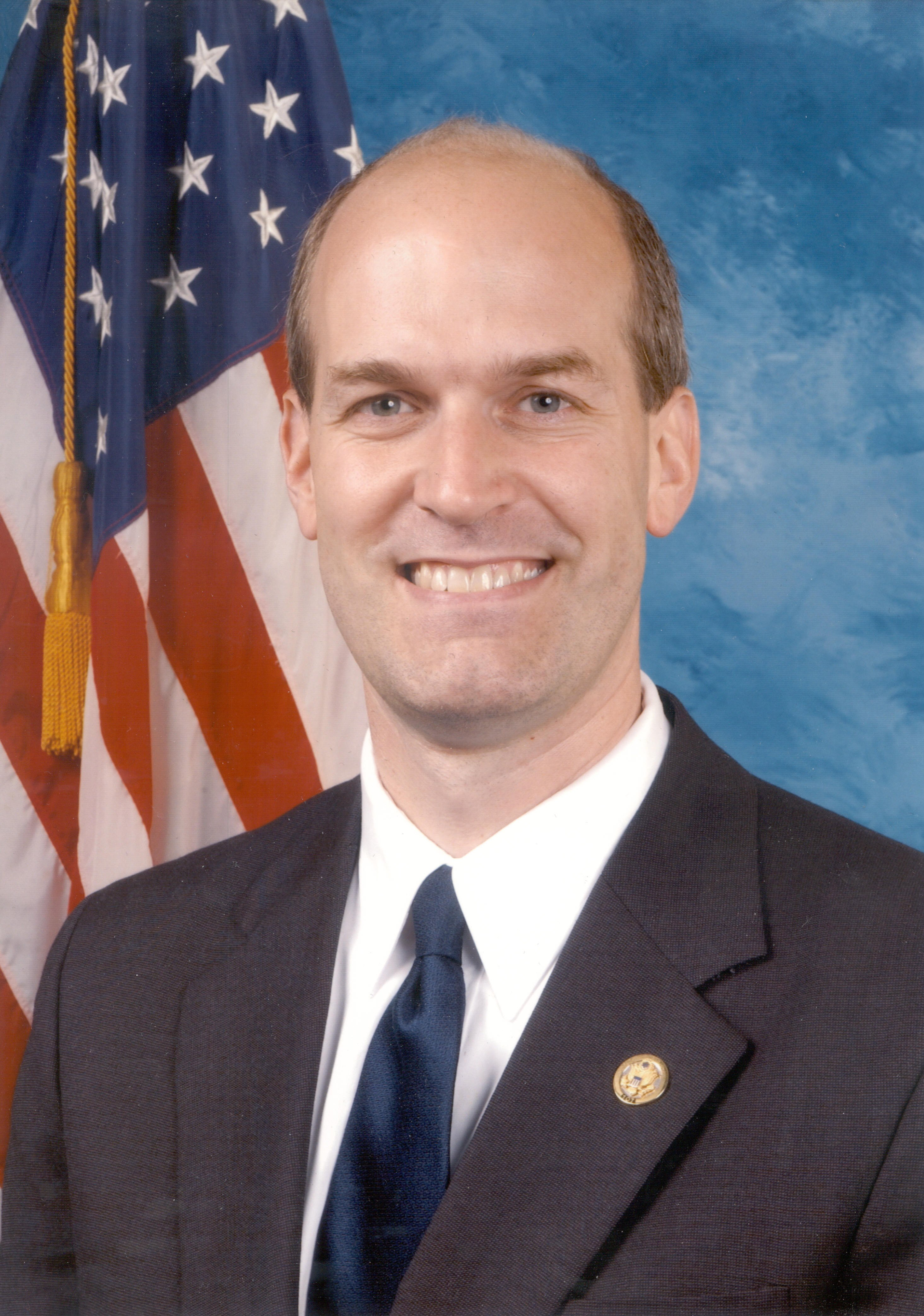
Rick Larsen, derzeitiger Vertreter des zweiten Kongresswahlbezirks von Washington

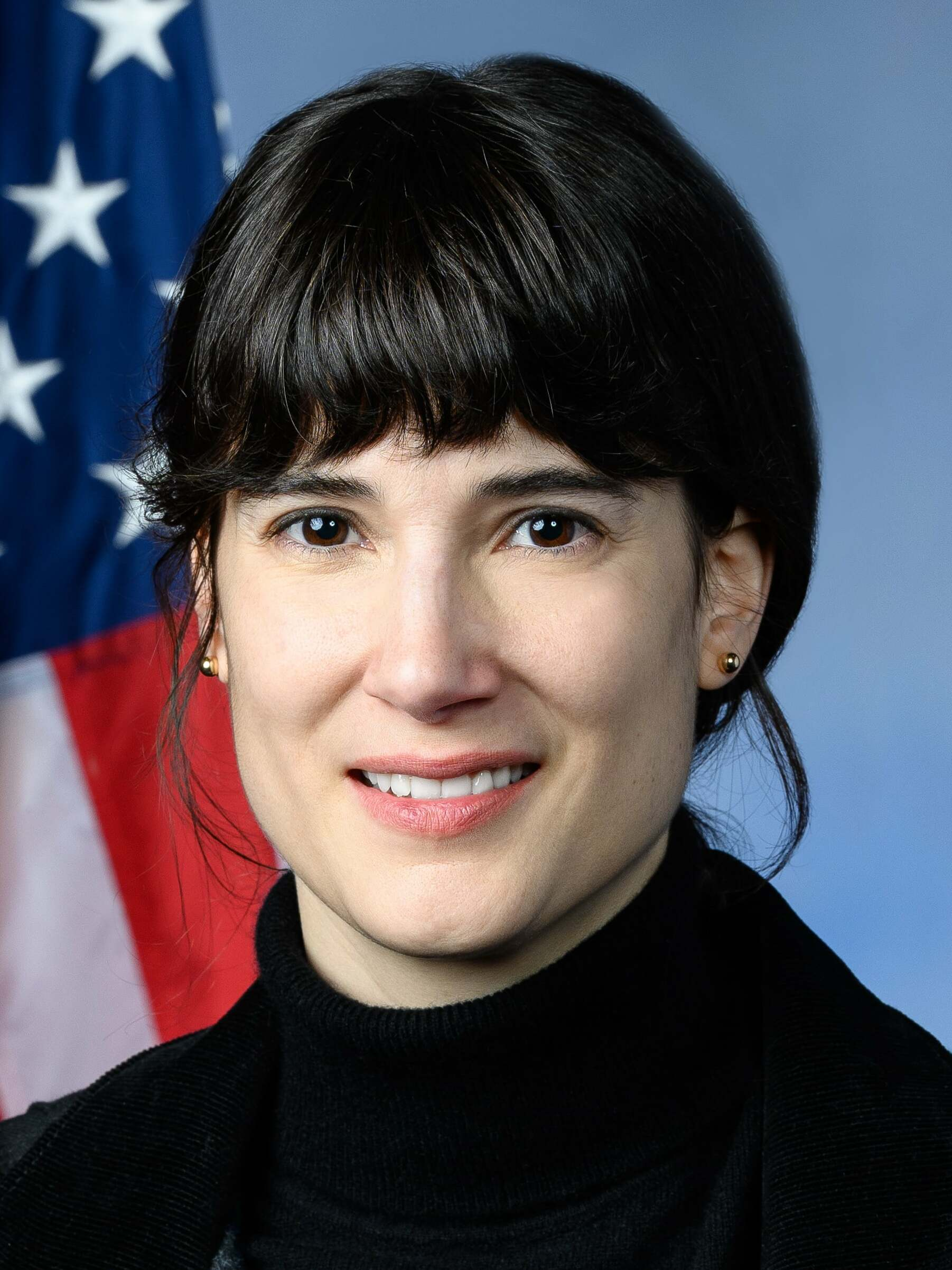
Marie Gluesenkamp Perez, derzeitige Vertreterin des dritten Kongresswahlbezirks von Washington

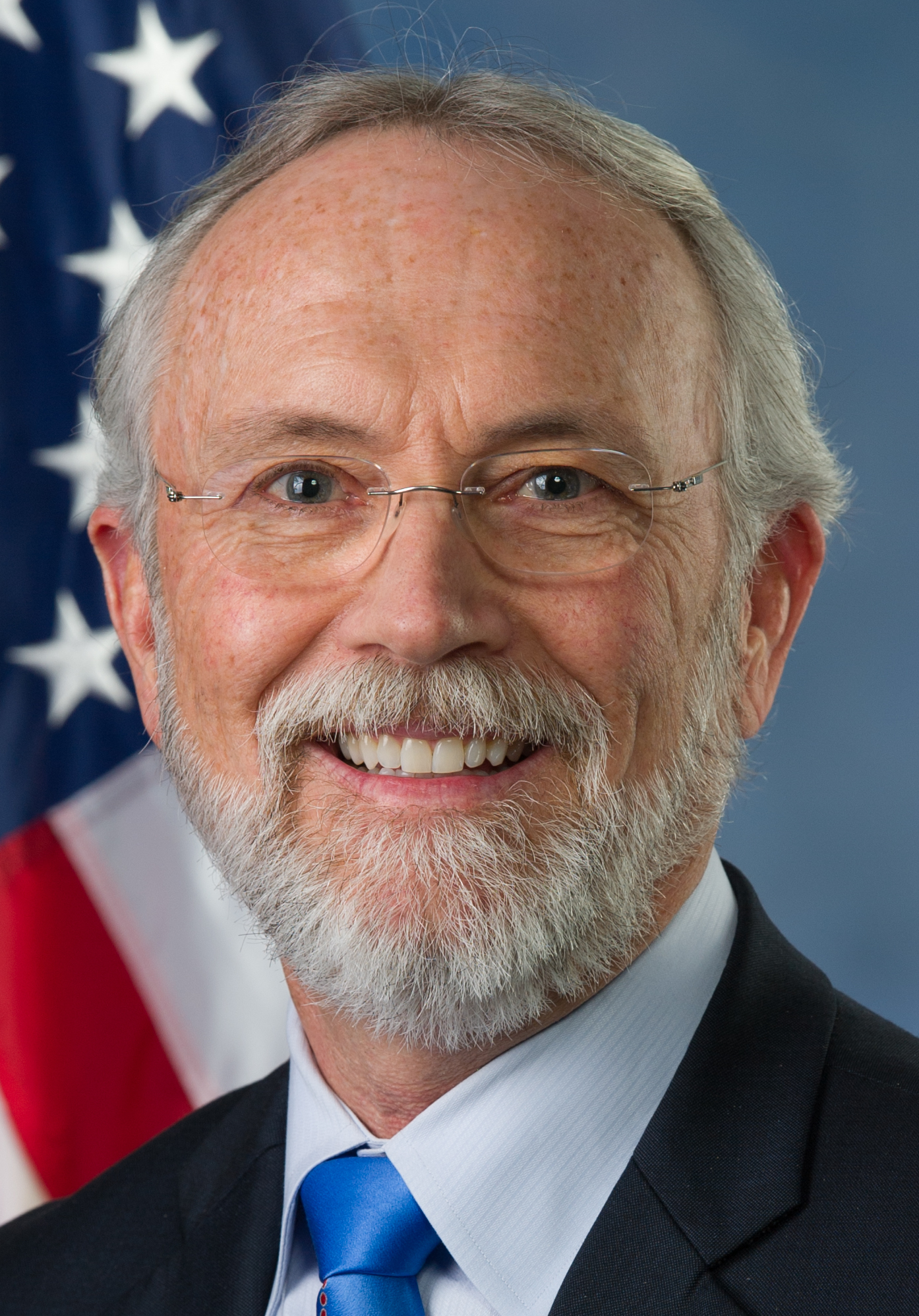
Dan Newhouse, derzeitiger Vertreter des vierten Kongresswahlbezirks von Washington

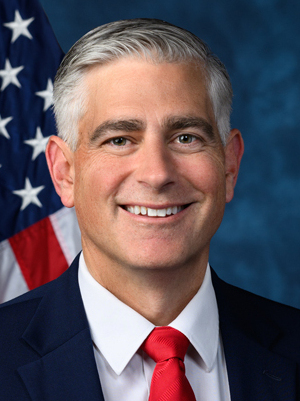
Michael Baumgartner, derzeitiger Vertreter des fünften Kongresswahlbezirks von Washington

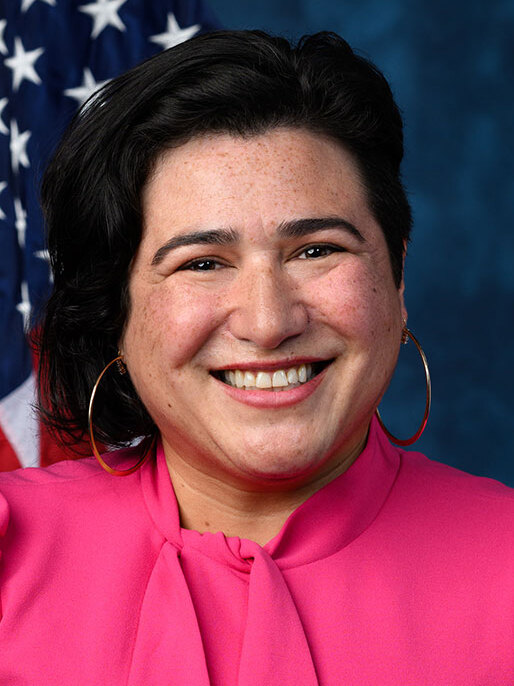
Emily Randall, derzeitige Vertreterin des sechsten Kongresswahlbezirks von Washington

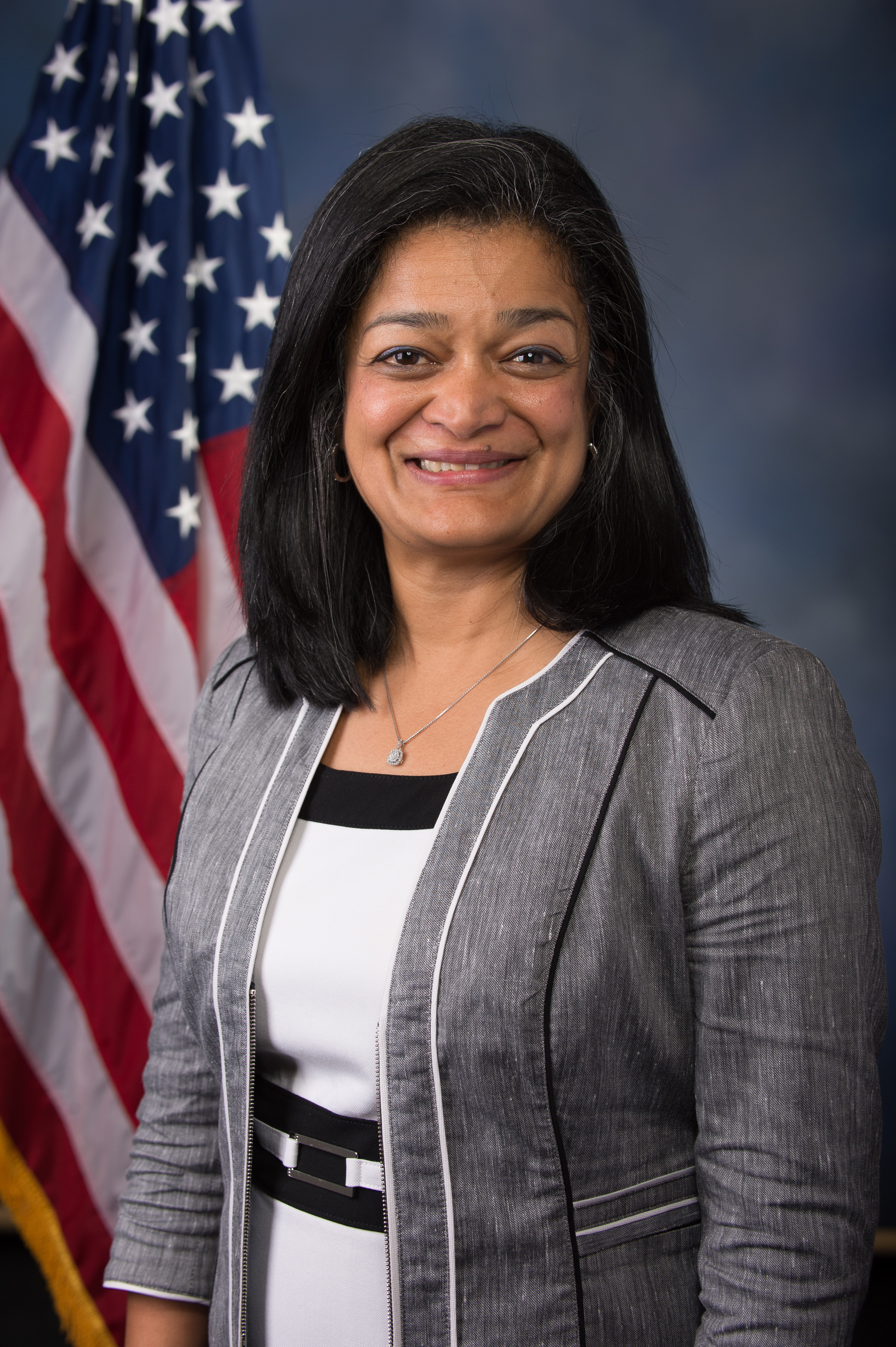
Pramila Jayapal, derzeitige Vertreterin des siebten Kongresswahlbezirks von Washington

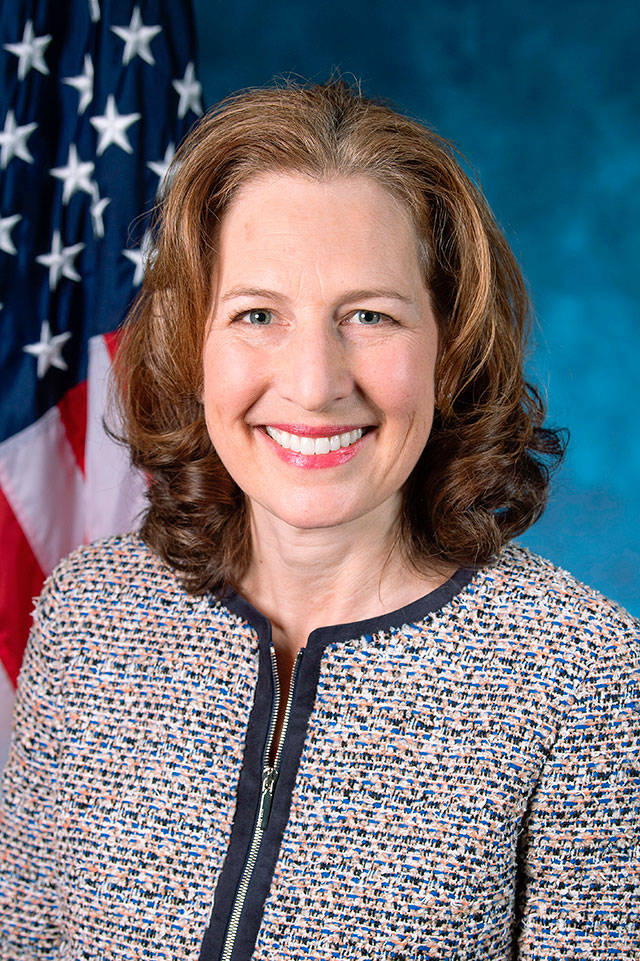
Kim Schrier, derzeitige Vertreterin des achten Kongresswahlbezirks von Washington

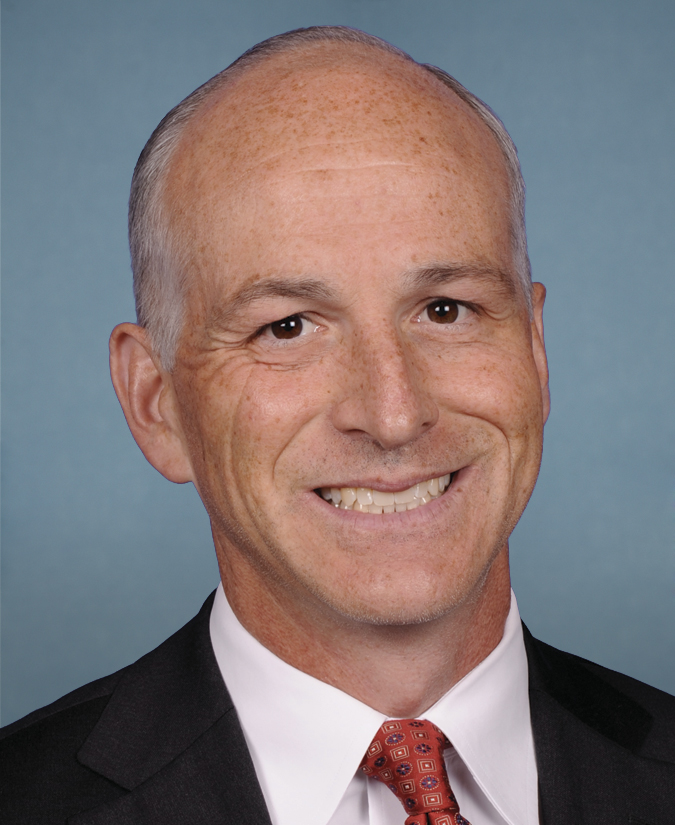
Adam Smith, derzeitiger Vertreter des neunten Kongresswahlbezirks von Washington

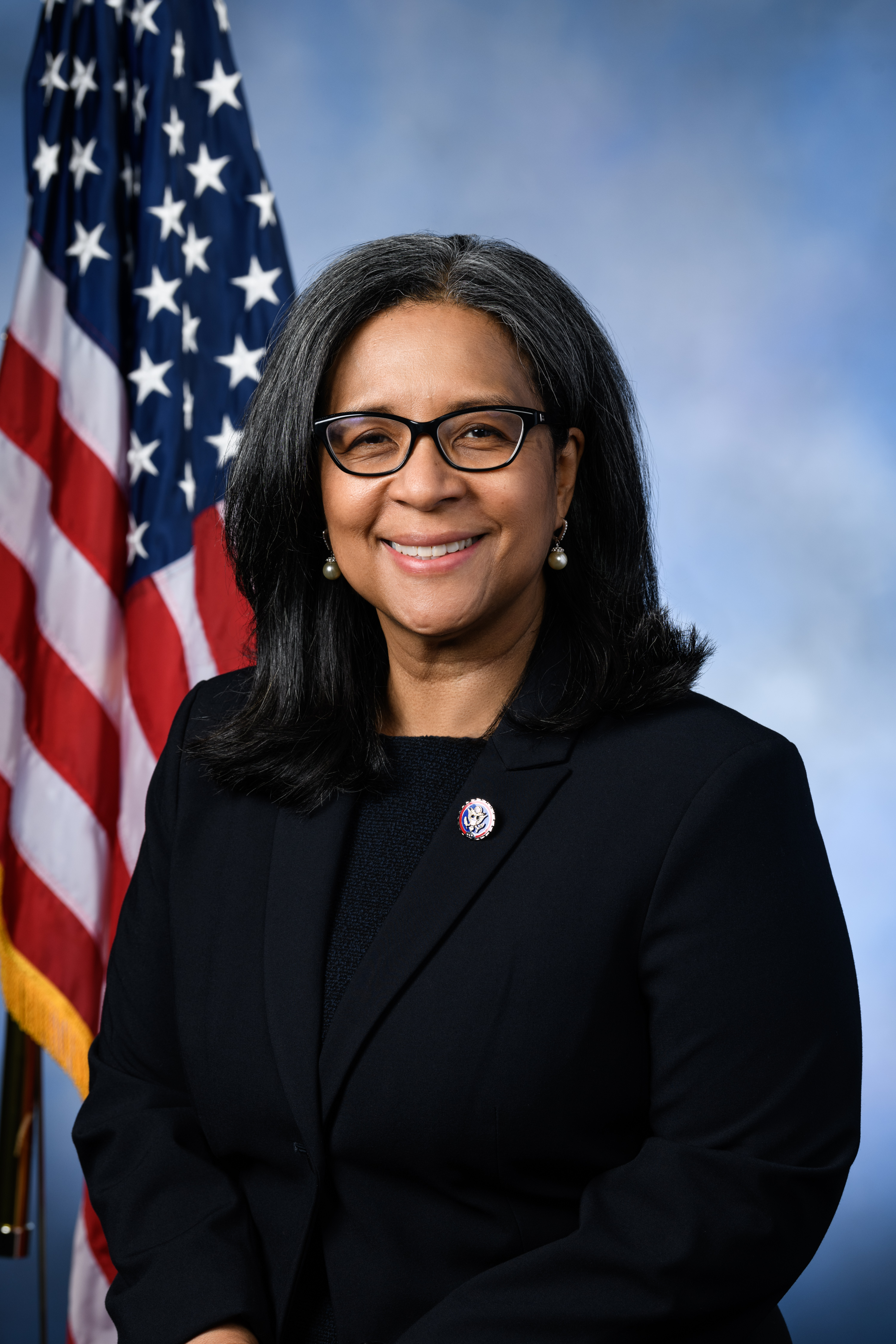
Marilyn Strickland, derzeitige Vertreterin des zehnten Kongresswahlbezirks von Washington

Die Liste der Kongressabgeordneten aus Washington beinhaltet alle Kongressabgeordneten, die der US-Bundesstaat Washington und sein Vorläufer, das Washington-Territorium, in den Kongress der Vereinigten Staaten entsandt haben. Zwischen 1889 und 1959 wurden die neue Sitze immer wieder Staatsweit (At Large) gewählt, bis daraufhin ein eigener Wahlbezirk eingerichtet wurde, diese sind in den entsprechenden Distrikten eingepflegt.

## Washington-Territorium
Das Washington-Territorium entsandte in der Zeit von 1853 bis 1891 13 Delegierte (nicht Stimmberechtigte) in den Kongress:
| Name                     | Amtszeit                         | Partei       | Lebensdaten                           |
| ------------------------ | -------------------------------- | ------------ | ------------------------------------- |
| Columbia Lancaster       | 12. April 1853 – 3. März 1855    | Demokrat     | 26. August 1803 – 15. September 1893  |
| James Patton Anderson    | 4. März 1855 – 3. März 1857      | Demokrat     | 16. Februar 1822 – 20. September 1872 |
| Isaac Ingalls Stevens    | 4. März 1857 – 3. März 1861      | Demokrat     | 25. März 1818 – 1. September 1862     |
| William Henson Wallace   | 4. März 1861 – 3. März 1863      | Republikaner | 19. Juli 1811 – 7. Februar 1879       |
| George Edward Cole       | 4. März 1863 – 3. März 1865      | Demokrat     | 23. Dezember 1826 – 3. Dezember 1906  |
| Arthur Armstrong Denny   | 4. März 1865 – 3. März 1867      | Republikaner | 20. Juni 1822 – 9. Januar 1899        |
| Alvan Flanders           | 4. März 1867 – 3. März 1869      | Republikaner | 2. August 1825 – 14. März 1884        |
| Selucius Garfielde       | 4. März 1869 – 3. März 1873      | Republikaner | 8. Dezember 1822 – 13. April 1881     |
| Obadiah Benton McFadden  | 4. März 1873 – 3. März 1875      | Demokrat     | 18. November 1814 – 25. Juni 1875     |
| Orange Jacobs            | 4. März 1875 – 3. März 1879      | Republikaner | 2. Mai 1827 – 21. Mai 1914            |
| Thomas Hurley Brents     | 4. März 1879 – 3. März 1885      | Republikaner | 24. Dezember 1840 – 23. Oktober 1916  |
| Charles Stewart Voorhees | 4. März 1885 – 3. März 1889      | Demokrat     | 4. Juni 1853 – 26. Dezember 1909      |
| John Beard Allen         | 4. März 1889 – 11. November 1889 | Republikaner | 18. Mai 1845 – 28. Januar 1903        |

## Bundesstaat Washington (seit 1889)

### 1. Distrikt
Der 1. Distrikt entsandte bislang folgende Kongressabgeordnete:
| Name                     | Amtszeit                             | Partei       | Lebensdaten                           |
| ------------------------ | ------------------------------------ | ------------ | ------------------------------------- |
| John Lockwood Wilson     | 20. November 1889 – 6. November 1912 | Republikaner | 7. August 1850 – 3. März 1895         |
| vakant                   | 3. März 1895 – 14. August 1906       |              |                                       |
| Samuel Clarence Hyde     | 4. März 1895 – 3. März 1897          | Republikaner | 22. April 1842 – 7. März 1922         |
| William Carey Jones      | 4. März 1897 – 3. März 1899          | Republikaner | 5. April 1855 – 14. Juni 1927         |
| Wesley Livsey Jones      | 4. März 1899 – 3. März 1909          | Republikaner | 4. März 1909 – 19. November 1932      |
| William Ewart Humphrey   | 4. März 1909 – 3. März 1917          | Republikaner | 31. März 1862 – 14. Februar 1934      |
| John Franklin Miller     | 4. März 1917 – 3. März 1931          | Republikaner | 9. Juni 1862 – 28. Mai 1936           |
| Ralph Ashley Horr        | 4. März 1931 – 3. März 1933          | Republikaner | 12. August 1884 – 26. Januar 1960     |
| Marion Anthony Zioncheck | 4. März 1933 – 7. August 1936        | Demokrat     | 5. Dezember 1901 – 7. August 1936     |
| vakant                   | 7. August 1936 – 3. Januar 1937      |              |                                       |
| Warren Grant Magnuson    | 3. Januar 1937 – 13. Dezember 1944   | Demokrat     | 12. April 1905 – 20. Mai 1989         |
| vakant                   | 13. Dezember 1944 – 3. Januar 1945   |              |                                       |
| Emerson Hugh De Lacy     | 3. Januar 1945 – 3. Januar 1947      | Demokrat     | 9. Mai 1910 – 19. August 1986         |
| Homer Raymond Jones      | 3. Januar 1947 – 3. Januar 1949      | Republikaner | 3. September 1893 – 26. November 1970 |
| Hugh Burnton Mitchell    | 3. Januar 1949 – 3. Januar 1953      | Demokrat     | 22. März 1907 – 10. Juni 1996         |
| Thomas Minor Pelly       | 3. Januar 1953 – 3. Januar 1973      | Republikaner | 22. August 1902 – 21. November 1973   |
| Joel McFee Pritchard     | 3. Januar 1973 – 3. Januar 1985      | Republikaner | 5. Mai 1925 – 9. Oktober 1997         |
| John Ripin Miller        | 3. Januar 1985 – 3. Januar 1993      | Republikaner | 23. Mai 1938 – 4. Oktober 2017        |
| Maria Ellen Cantwell     | 3. Januar 1993 – 3. Januar 1995      | Demokrat     | * 13. Oktober 1958                    |
| Richard Alan White       | 3. Januar 1995 – 3. Januar 1999      | Republikaner | * 6. November 1953                    |
| Jay Robert Inslee        | 3. Januar 1999 – 20. März 2012       | Demokrat     | * 9. Februar 1951                     |
| vakant                   | 20. März 2012 – 14. August 1906      |              |                                       |
| Suzan Kay DelBene        | seit 6. November 2012                | Demokrat     | * 17. Februar 1962                    |

### 2. Distrikt
Der 2. Distrikt wurde nach dem Zensus von 1890 gegründet und entsandte seit 1893 bislang folgende Abgeordnete.
| Name                       | Amtszeit                           | Partei       | Lebensdaten                          |
| -------------------------- | ---------------------------------- | ------------ | ------------------------------------ |
| William Hall Doolittle     | 4. März 1893 – 3. März 1897        | Republikaner | 6. November 1848 – 26. Februar 1914  |
| James Hamilton Lewis       | 4. März 1897 – 3. März 1899        | Demokrat     | 18. Mai 1863 – 9. April 1939         |
| Francis Wellington Cushman | 4. März 1899 – 6. Juli 1909        | Republikaner | 8. Mai 1867 – 6. Juli 1909           |
| vakant                     | 6. Juli 1909 – 2. November 1909    |              |                                      |
| William Wallace McCredie   | 2. November 1909 – 3. März 1911    | Republikaner | 27. April 1862 – 10. Mai 1935        |
| Stanton Warburton          | 4. März 1911 – 3. März 1913        | Republikaner | 13. April 1865 – 24. Dezember 1926   |
| Albert Johnson             | 4. März 1913 – 3. März 1915        | Republikaner | 5. März 1869 – 17. Januar 1957       |
| Lindley Hoag Hadley        | 4. März 1915 – 3. März 1933        | Republikaner | 19. Juni 1861 – 1. November 1948     |
| Monrad Charles Wallgren    | 4. März 1933 – 19. Dezember 1940   | Demokrat     | 17. April 1891 – 18. September 1961  |
| vakant                     | 19. Dezember 1940 – 3. Januar 1941 |              |                                      |
| Henry Martin Jackson       | 3. Januar 1941 – 3. Januar 1953    | Demokrat     | 31. Mai 1912 – 1. September 1983     |
| Alfred John Westland       | 3. Januar 1953 – 3. Januar 1965    | Republikaner | 14. Dezember 1904 – 3. November 1982 |
| Edwin Lloyd Meeds          | 3. Januar 1965 – 3. Januar 1979    | Demokrat     | 11. Dezember 1927 – 17. August 2005  |
| Allan Byron Swift          | 3. Januar 1979 – 3. Januar 1995    | Demokrat     | 12. September 1935 – 20. April 2018  |
| Jack H. Metcalf            | 3. Januar 1995 – 3. Januar 2001    | Republikaner | 30. November 1927 – 15. März 2007    |
| Richard Ray Larsen         | seit 3. Januar 2001                | Demokrat     | * 15. Juni 1965                      |

### 3. Distrikt
Der 3. Distrikt wurde nach dem Zensus von 1900 gegründet und entsandte seit 1903 bislang folgende Abgeordnete.
| Name                       | Amtszeit                             | Partei       | Lebensdaten                           |
| -------------------------- | ------------------------------------ | ------------ | ------------------------------------- |
| William Ewart Humphrey     | 4. März 1903 – 3. März 1909          | Republikaner | 31. März 1862 – 14. Februar 1934      |
| Miles Poindexter           | 4. März 1909 – 3. März 1911          | Republikaner | 22. April 1868 – 21. September 1946   |
| William Leroy La Follette  | 4. März 1911 – 3. März 1915          | Republikaner | 30. November 1860 – 20. Dezember 1934 |
| Albert Johnson             | 4. März 1915 – 3. März 1933          | Republikaner | 5. März 1869 – 17. Januar 1957        |
| Martin Fernard Smith       | 4. März 1933 – 3. Januar 1943        | Demokrat     | 28. Mai 1891 – 25. Oktober 1954       |
| Fred Barthold Norman       | 3. Januar 1943 – 3. März 1945        | Republikaner | 21. März 1882 – 18. April 1947        |
| Charles Raymon Savage      | 3. Januar 1945 – 3. Januar 1947      | Demokrat     | 12. April 1906 – 14. Januar 1976      |
| Fred Barthold Norman       | 3. Januar 1947 – 18. April 1947      | Republikaner | 21. März 1882 – 18. April 1947        |
| vakant                     | 18. April 1947 – 7. Juli 1947        |              |                                       |
| Russell Vernon Mack        | 7. Juli 1947 – 28. März 1960         | Republikaner | 13. Juni 1891 – 28. März 1960         |
| vakant                     | 28. März 1960 – 8. November 1960     |              |                                       |
| Julia Butler Hansen        | 8. November 1960 – 31. Dezember 1974 | Demokrat     | 14. Juni 1907 – 3. Mai 1988           |
| vakant                     | 31. Dezember 1974 – 3. Januar 1975   |              |                                       |
| Don Leroy Bonker           | 3. Januar 1975 – 3. Januar 1989      | Demokrat     | 7. März 1937 – 30. Mai 2023           |
| Jolene Bishoprick Unsoeld  | 3. Januar 1989 – 3. Januar 1995      | Demokrat     | 3. Dezember 1931 – 28. November 2021  |
| Linda Smith                | 3. Januar 1995 – 3. Januar 1999      | Republikaner | * 16. Juli 1950                       |
| Brian Norton Baird         | 3. Januar 1999 – 3. Januar 2011      | Demokrat     | * 7. März 1956                        |
| Jaime Lynn Herrera Beutler | 3. Januar 2011 – 3. Januar 2023      | Republikaner | * 3. November 1978                    |
| Marie Gluesenkamp Perez    | seit 3. Januar 2023                  | Demokrat     | * 4. Juni 1988                        |

### 4. Distrikt
Der 4. Distrikt wurde nach dem Zensus von 1910 gegründet und entsandte seit 1913 bislang folgende Abgeordnete.
| Name                      | Amtszeit                        | Partei       | Lebensdaten                           |
| ------------------------- | ------------------------------- | ------------ | ------------------------------------- |
| James Wesley Bryan        | 4. März 1913 – 3. März 1915     | Progressiver | 11. März 1874 – 26. August 1956       |
| William Leroy La Follette | 4. März 1915 – 3. März 1919     | Republikaner | 30. November 1860 – 20. Dezember 1934 |
| John William Summers      | 4. März 1919 – 3. März 1933     | Republikaner | 29. April 1870 – 25. September 1937   |
| Knute Hill                | 4. März 1933 – 3. Januar 1943   | Demokrat     | 31. Juli 1876 – 3. Dezember 1963      |
| Otis Halbert Holmes       | 3. Januar 1943 – 3. Januar 1959 | Republikaner | 22. Februar 1902 – 27. Juli 1977      |
| Catherine Dean May        | 3. Januar 1959 – 3. Januar 1971 | Republikaner | 18. Mai 1914 – 28. Mai 2004           |
| Claude Gilbert McCormack  | 3. Januar 1971 – 3. Januar 1981 | Demokrat     | 14. Dezember 1921 – 7. November 2020  |
| Sidney Wallace Morrison   | 3. Januar 1981 – 3. Januar 1993 | Republikaner | * 13. Mai 1933                        |
| Jay Robert Inslee         | 3. Januar 1993 – 3. Januar 1995 | Demokrat     | * 9. Februar 1951                     |
| Richard Norman Hastings   | 3. Januar 1995 – 3. Januar 2015 | Republikaner | * 7. Februar 1941                     |
| Daniel Milton Newhouse    | seit 3. Januar 2015             | Republikaner | * 10. Juli 1955                       |

### 5. Distrikt
Der 5. Distrikt wurde wie der 4. Distrikt nach dem Zensus von 1910 gegründet und entsandte seit 1913 bislang folgende Kongressabgeordnete.
| Name                         | Amtszeit                           | Partei       | Lebensdaten                           |
| ---------------------------- | ---------------------------------- | ------------ | ------------------------------------- |
| Jacob Alexander Falconer     | 4. März 1913 – 3. März 1915        | Progressiver | 26. Januar 1869 – 1. Juli 1928        |
| Clarence Cleveland Dill      | 4. März 1915 – 3. März 1919        | Demokrat     | 21. September 1884 – 14. Januar 1978  |
| John Stanley Webster         | 4. März 1919 – 8. März 1923        | Republikaner | 22. Februar 1877 – 24. Dezember 1962  |
| vakant                       | 8. März 1923 – 25. September 1923  |              |                                       |
| Samuel Billingsley Hill      | 25. September 1923 – 25. Juni 1936 | Demokrat     | 2. April 1875 – 16. März 1958         |
| vakant                       | 25. Juni 1936 – 3. Januar 1937     |              |                                       |
| Charles Henry Leavy          | 3. Januar 1937 – 1. August 1942    | Demokrat     | 16. Februar 1884 – 25. September 1952 |
| vakant                       | 1. August 1942 – 3. Januar 1943    |              |                                       |
| Walter Franklin Horan        | 3. Januar 1943 – 3. Januar 1965    | Republikaner | 15. Oktober 1898 – 19. Dezember 1966  |
| Thomas Stephen Foley         | 3. Januar 1965 – 3. Januar 1995    | Demokrat     | 6. März 1929 – 18. Oktober 2013       |
| George Rector Nethercutt Jr. | 3. Januar 1995 – 3. Januar 2005    | Republikaner | 7. Oktober 1944 – 14. Juni 2024       |
| Cathy Anne McMorris Rodgers  | 3. Januar 2005 – 3. Januar 2025    | Republikaner | * 22. Mai 1969                        |
| Michael Baumgartner          | seit 3. Januar 2025                | Republikaner | * 13. Dezember 1975                   |

### 6. Distrikt
Der 6. Distrikt wurde nach dem Zensus von 1930 gegründet und entsandte ab 1933 bislang folgende Abgeordnete.
| Name                   | Amtszeit                         | Partei       | Lebensdaten                     |
| ---------------------- | -------------------------------- | ------------ | ------------------------------- |
| Wesley Lloyd           | 4. März 1933 – 10. Januar 1936   | Demokrat     | 24. Juli 1883 – 10. Januar 1936 |
| vakant                 | 10. Januar 1936 – 3. Januar 1937 |              |                                 |
| John Main Coffee       | 3. Januar 1937 – 3. Januar 1947  | Demokrat     | 23. Januar 1897 – 2. Juni 1983  |
| Thor Carl Tollefson    | 3. Januar 1947 – 3. Januar 1965  | Republikaner | 2. Mai 1901 – 30. Dezember 1982 |
| Floyd Verne Hicks      | 3. Januar 1965 – 3. Januar 1977  | Demokrat     | 29. Mai 1915 – 1. Dezember 1992 |
| Norman DeValois Dicks  | 3. Januar 1977 – 3. Januar 2013  | Demokrat     | * 16. Dezember 1940             |
| Derek Christian Kilmer | 3. Januar 2013 – 3. Januar 2025  | Demokrat     | * 1. Januar 1974                |
| Emily Randall          | seit 3. Januar 2025              | Demokrat     | * 30. Oktober 1985              |

### 7. Distrikt
Der 7. Distrikt wurde nach dem Zensus von 1950 gegründet und entsandte ab 1953 bislang folgende Abgeordnete.
| Name                     | Amtszeit                         | Partei       | Lebensdaten                          |
| ------------------------ | -------------------------------- | ------------ | ------------------------------------ |
| Donald Hammer Magnuson   | 3. Januar 1953 – 3. Januar 1963  | Demokrat     | 7. März 1911 – 5. Oktober 1979       |
| Kaye William Stinson     | 3. Januar 1963 – 3. Januar 1965  | Republikaner | * 20. April 1930 – 9. Januar 2002    |
| Brockman Adams           | 3. Januar 1965 – 22. Januar 1977 | Demokrat     | 13. Januar 1927 – 10. September 2004 |
| vakant                   | 22. Januar 1977 – 17. Mai 1977   |              |                                      |
| John Edward Cunningham   | 17. Mai 1977 – 3. Januar 1979    | Republikaner | * 27. März 1931                      |
| Michael Edward Lowry     | 3. Januar 1979 – 3. Januar 1989  | Demokrat     | 8. März 1939 – 1. Mai 2017           |
| James Adelbert McDermott | 3. Januar 1989 – 3. Januar 2017  | Demokrat     | * 28. Dezember 1936                  |
| Pramila Jayapal          | seit 3. Januar 2017              | Demokrat     | * 21. September 1965                 |

### 8. Distrikt
Der 8. Distrikt wurde nach dem Zensus von 1980 gegründet und entsandte ab 1983 bislang folgende Abgeordnete.
| Name                    | Amtszeit                        | Partei       | Lebensdaten                       |
| ----------------------- | ------------------------------- | ------------ | --------------------------------- |
| Rodney Dennis Chandler  | 3. Januar 1983 – 3. Januar 1993 | Republikaner | * 13. Juli 1942                   |
| Jennifer Blackburn Dunn | 3. Januar 1993 – 3. Januar 2005 | Republikaner | 29. Juli 1941 – 5. September 2007 |
| David George Reichert   | 3. Januar 2005 – 3. Januar 2019 | Republikaner | * 29. August 1950                 |
| Kimberly Merle Schrier  | seit 3. Januar 2019             | Demokrat     | * 23. August 1968                 |

### 9. Distrikt
Der 9. Distrikt wurde nach dem Zensus von 1990 gegründet und entsandte ab 1993 bislang folgende Abgeordnete.
| Name                    | Amtszeit                        | Partei       | Lebensdaten          |
| ----------------------- | ------------------------------- | ------------ | -------------------- |
| Myron Bradford Kreidler | 3. Januar 1993 – 3. Januar 1995 | Demokrat     | * 28. September 1943 |
| Randall John Tate       | 3. Januar 1995 – 3. Januar 1997 | Republikaner | * 23. November 1965  |
| David Adam Smith        | seit 3. Januar 1997             | Demokrat     | * 15. Juni 1965      |

### 10. Distrikt
Der 10. Distrikt wurde nach dem Zensus von 2010 gegründet und entsandte ab 2013 bislang folgende Abgeordnete.
| Name               | Amtszeit                        | Partei   | Lebensdaten          |
| ------------------ | ------------------------------- | -------- | -------------------- |
| Dennis Lynn Heck   | 3. Januar 2013 – 3. Januar 2021 | Demokrat | * 29. Juli 1952      |
| Marilyn Strickland | seit 3. Januar 2021             | Demokrat | * 25. September 1962 |